# White Banners
White Banners (bra Novos Horizontes) é um filme norte-americano de 1938, do gênero drama, dirigido por Edmund Goulding e estrelado por Claude Rains e Fay Bainter.

## Notas de produção

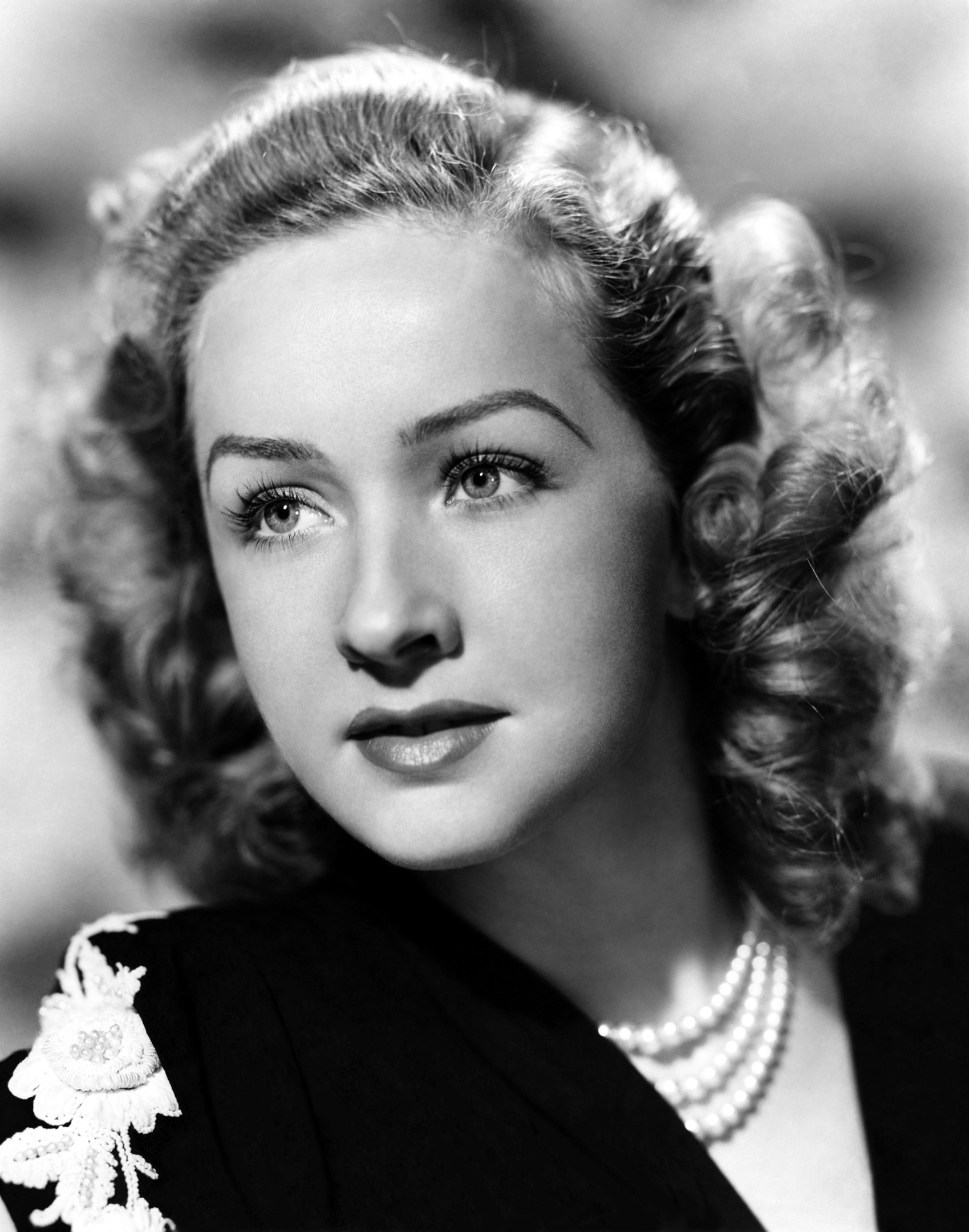
Bonita Granville em foto de divulgação da década de 1940. Estreou no cinema aos nove anos e especializou-se em papéis de garotas faceiras e malcriadas. Abandonou a carreira em 1947, ao casar-se com Jack Wrather, um milionário do petróleo e produtor da telessérie Lassie. Ela mesma produziu ou coproduziu mais de trezentos episódios da cachorrinha. Faleceu vitimada por um câncer, em 1988.